# Rainier Imperti
Rainier Imperti (1944-2009) est un diplomate et homme politique monégasque.

## Biographie
Rainier Imperti naît à Monaco en 1944.
Ambassadeur de Monaco en Allemagne (2000-2005), il est, de 2005 à 2006, le premier conseiller de gouvernement pour les relations extérieures.
Il meurt en 2009.